# Моджиньска, Уршуля
Уршуля Моджиньска (пол. Urszula Modrzyńska, 23 февраля 1928, Сребрники, Польша — 11 декабря 2010, Лодзь, Польша) — польская актриса театра и кино.

## Биография
Начала свою актёрскую карьеру в 1949 г. в Торуни. Играла в театрах Калиша и Познани. В 1954 г. получила заочное высшее театральное образование. В том же году она переехала в Театр им. Ярача в Лодзи и дебютировала в кино. В 1955 г. Анджей Вайда дал ей главную женскую роль в своем дебютном фильме «Поколение». Другой значительной ролью актрисы стала Ягенка в «Крестоносцах» Александра Форда.
В 1960—1983 гг. — в труппе Нового театра в Лодзи, с перерывом на сезон 1966/67, который она провела на сцене Польского театра в Варшаве. В 1986 г. окончательно покинула сцену.
Умерла в Лодзи и там похоронена на коммунальном кладбище Долы.

## Фильмография
- 1981 Самозащита / W obronie własnej (Польша) — любовница отца Марии.
- 1979 Неблагодарность / Niewdzięczność (Польша) — Рената, пациентка.
- 1976 Кинопробы / Zdjęcia próbne (Польша) — мать Анки.
- 1974 Разговор / Rozmowa (Польша) — учительница.
- 1974 Семь сторон мира / Siedem stron świata (Польша) — мать Чарка.
- 1972 Как это случилось / Jezioro osobliwości (Польша) — мать Михала.
- 1972 Дорога в лунном свете / Droga w świetle księżyca (Польша) — Вандзя, служанка.
- 1970 Доктор Эва / Doktor Ewa (Польша) — мать Дзидки.
- 1968 Приключение с песенкой / Przygoda z piosenką (Польша) — девушка, участвующая в конкурсе.
- 1967 Невероятные приключения Марека Пегуса / Niewiarygodne przygody Marka Piegusa (Польша) — Окулюсова, учительница Марека.
- 1962 Одно другого интересней / Wielka, większa i największa (Польша) — Ханка, мать Ики.
- 1961 Сегодня ночью погибнет город / Dziś w nocy umrze miasto (Польша) — Зоська.
- 1960 Крестоносцы / Krzyżacy (Польша) — Ягенка.
- 1959 Последний выстрел / Ostatni strzał (Польша) — Магда, главная роль.
- 1958 Дождливый июль / Deszczowy lipiec (Польша) — Анна.
- 1957 Обломки корабля / Wraki (Польша) — Тереза.
- 1957 Встречи / Spotkania (Польша) — Яне, главная роль.
- 1956 Необыкновенная карьера / Nikodem Dyzma (Польша) — Зуля, главная роль.
- 1955 Поколение / Pokolenie (Польша) — Дорота, главная роль.
- 1954 Недалеко от Варшавы / Niedaleko Warszawy (Польша) — Ванда Бугаювна, главная роль.